# Многоступенчатая ракета

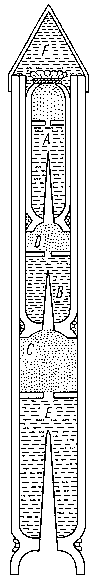
Рисунок из книги Казимира Семеновича Artis Magnae Artilleriae pars prima 1650 г.

Многоступе́нчатая раке́та — летательный аппарат, состоящий из двух или более механически соединённых ракет, называемых ступенями, разделяющихся в полёте. Многоступенчатая ракета позволяет достигнуть скорости большей, чем каждая из её ступеней в отдельности.

## История
Один из первых эскизов многоступенчатой ракеты был представлен в 1556 году в книге военного техника Конрада Хааса. В XVII веке рисунок с изображением ракет был опубликован в труде военного инженера и генерала от артиллерии Казимира Семеновича, «Artis Magnae Artilleriae pars prima» (лат.  «Великое искусство артиллерии часть первая»), напечатанном в 1650 году в Амстердаме, Нидерланды. На нём — трехступенчатая ракета, в которой третья ступень вложена во вторую, а обе они вместе — в первую ступень. В головной части помещался состав для фейерверка. Ракеты были начинены твёрдым топливом — порохом. Это изобретение интересно тем, что оно более трёхсот лет назад предвосхитило направление, по которому пошла современная ракетная техника.
Впервые идея использования многоступенчатых ракет была выдвинута американским инженером Робертом Годдардом в 1914 году, и был получен патент на изобретение. В 1929 г. К. Э. Циолковский выпустил в свет свою новую книгу под заглавием «Космические ракетные поезда». Этим термином К. Циолковский назвал составные ракеты или, вернее, агрегат ракет, делающих разбег по земле, потом в воздухе и, наконец, в космическом пространстве. Поезд, составленный, например, из 5 ракет, ведётся сначала первой — головной ракетой; по использовании её горючего, она отцепляется и сбрасывается на землю. Далее, таким же образом, начинает работать вторая, затем третья, четвёртая и, наконец, пятая, скорость которой будет к тому времени достаточно велика, чтобы унестись в межпланетное пространство. Последовательность работы с головной ракеты вызвана стремлением заставить материалы ракет работать не на сжатие, а на растяжение, что позволит облегчить конструкцию. По Циолковскому, длина каждой ракеты — 30 метров. Диаметры — 3 метра. Газы из сопел вырываются косвенно к оси ракет, чтобы не давить на следующие ракеты. Длина разбега по земле — несколько сот километров.
Несмотря на то, что в технических деталях ракетостроение пошло во многом по другому пути (современные ракеты, например, не «разбегаются» по земле, а взлетают вертикально, и порядок работы ступеней современной ракеты — обратный, по отношению к тому, о котором говорил Циолковский), сама идея многоступенчатой ракеты и сегодня остаётся актуальной.
В 1935 году Циолковский написал работу «Наибольшая скорость ракеты», в которой утверждал, что при уровне технологии того времени достичь первой космической скорости (на Земле) можно только с помощью многоступенчатой ракеты. Это утверждение сохраняет свою справедливость и сегодня: все современные носители космических аппаратов — многоступенчатые. Первым рукотворным объектом, пересекшим линию Кармана и вышедшим в космос, была одноступенчатая немецкая ракета Фау-2. Высота полётов достигала 188 км.

## Принцип действия многоступенчатой ракеты
Ракета является весьма «затратным» транспортным средством. Ракеты-носители космических аппаратов «транспортируют», главным образом, топливо, необходимое для работы их двигателей, и собственную конструкцию, состоящую в основном из топливных контейнеров и двигательной установки. На долю полезной нагрузки приходится лишь малая часть (1,5-2,0 %) стартовой массы ракеты.
Составная ракета позволяет более рационально использовать ресурсы за счёт того, что в полёте ступень, выработавшая своё топливо, отделяется, и остальное топливо ракеты не тратится на ускорение конструкции отработавшей ступени, ставшей ненужной для продолжения полёта. Пример расчёта, подтверждающего эти соображения, приводится в статье «Формула Циолковского».

Варианты компоновки ракет. Слева направо:
1. одноступенчатая ракета;
2. двухступенчатая ракета с поперечным разделением;
3. двухступенчатая ракета с продольным разделением.
4. Ракета с внешними топливными ёмкостями, отделяемыми после исчерпания топлива в них.

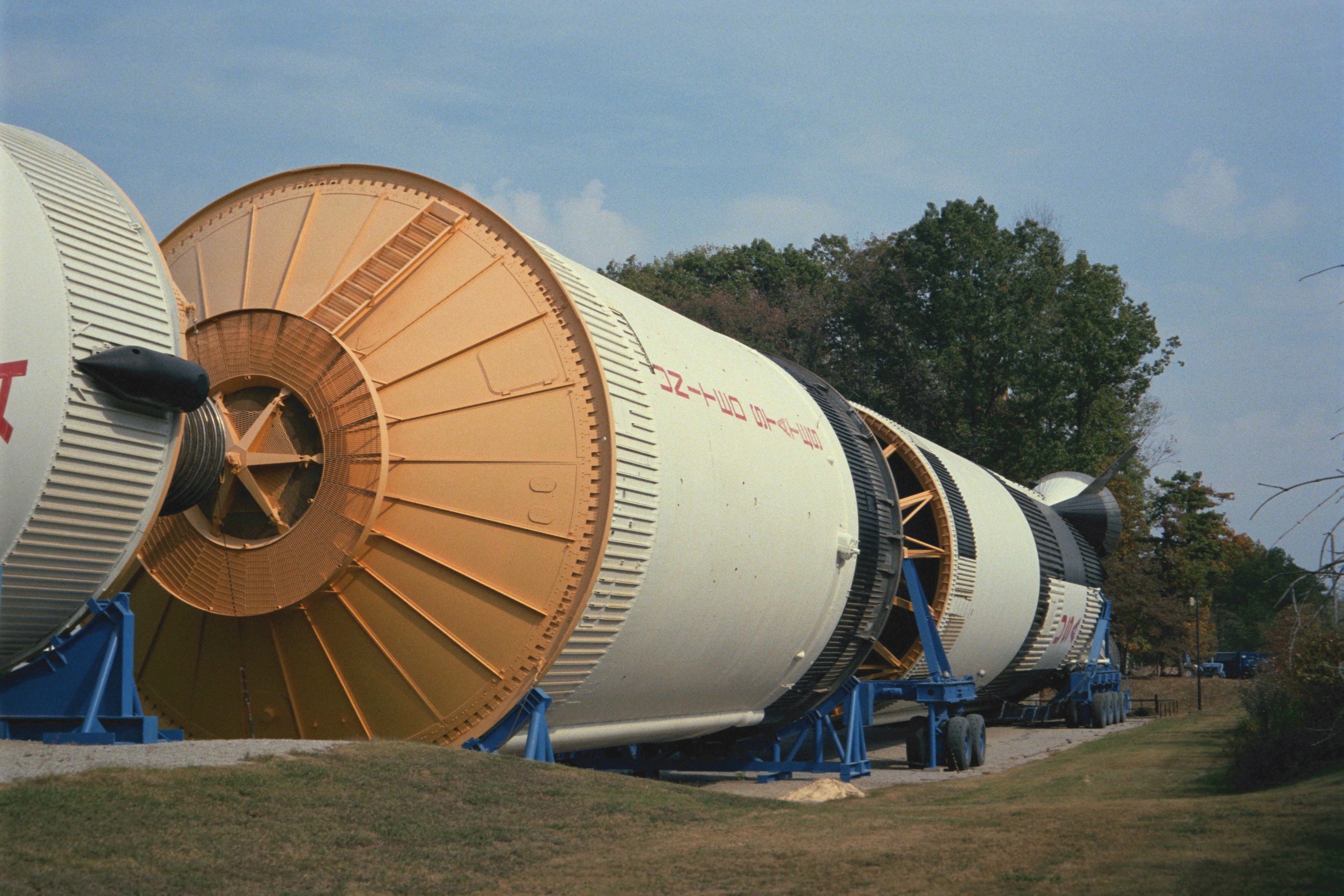
Трёхступенчатая ракета с поперечным разделением «Сатурн-5» без переходников (демонстрационный экземпляр)

Конструктивно многоступенчатые ракеты выполняются c поперечным или продольным разделением ступеней. 

При поперечном разделении ступени размещаются одна над другой и работают последовательно друг за другом, включаясь только после отделения предыдущей ступени. Такая схема даёт возможность создавать системы, в принципе, с любым количеством ступеней. Недостаток её заключается в том, что ресурсы последующих ступеней не могут быть использованы при работе предыдущей, являясь для неё пассивным грузом. 

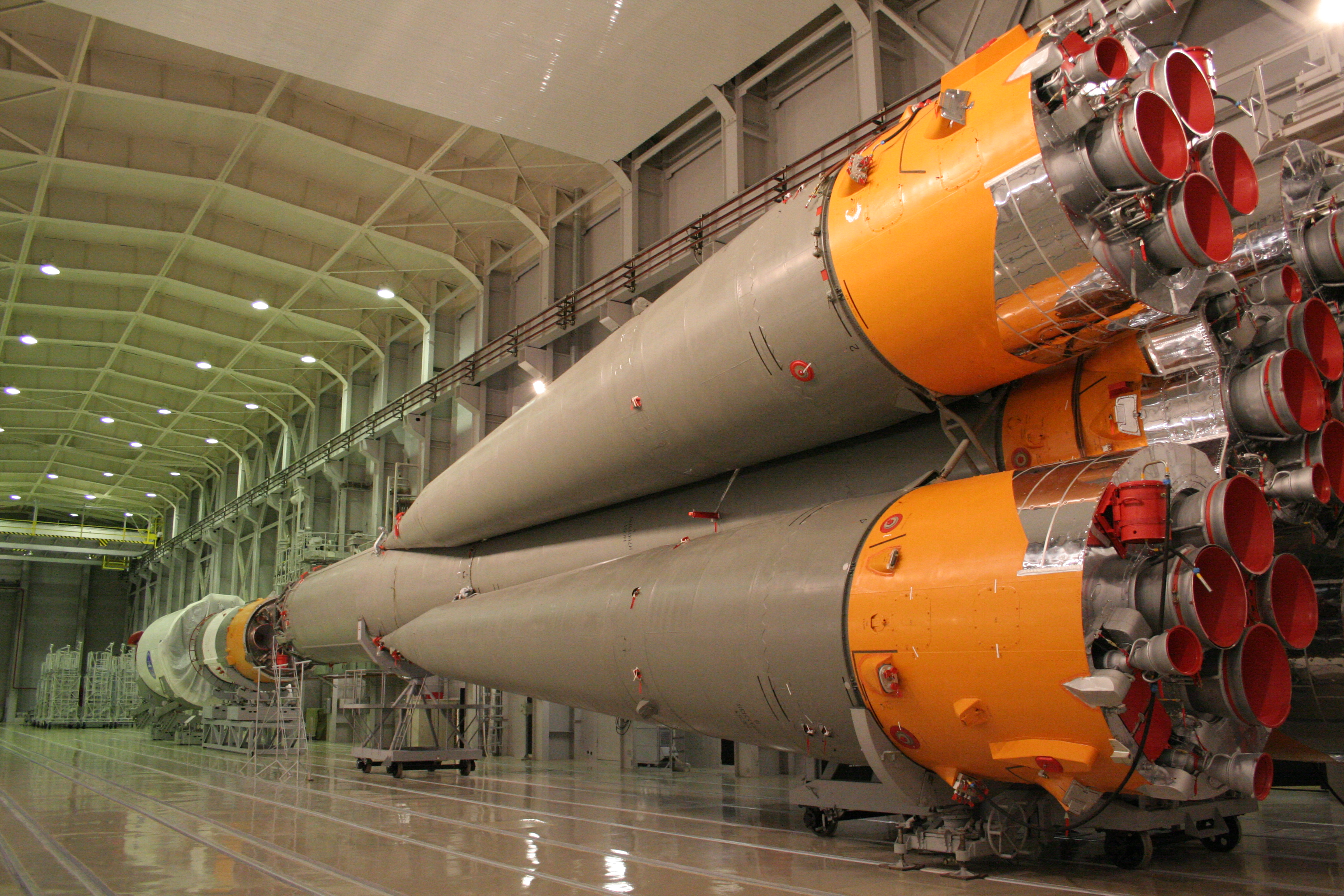
Трёхступенчатая ракета-носитель с продольно-поперечным разделением «Союз-2».

При продольном разделении первая ступень состоит из нескольких одинаковых ракет (на практике — от 2 до 8) или разных, работающих одновременно и располагающихся вокруг корпуса второй ступени симметрично, чтобы равнодействующая сил тяги двигателей первой ступени была направлена по оси симметрии второй. Такая схема позволяет работать двигателю второй ступени одновременно с двигателями первой, увеличивая, таким образом, суммарную тягу, что особенно нужно во время работы первой ступени, когда вес ракеты максимален. Ракета с продольным разделением ступеней, теоретически, может иметь неограниченное количество ступеней, работающих параллельно, но на практике количество таких ступеней ограничено двумя. Известен проект ракеты-носителя «Виктория-К», имеющей три ступени с продольным разделением.

Существует и комбинированная схема разделения — продольно-поперечная, позволяющая совместить преимущества обеих схем, при которой первая ступень разделяется со второй продольно, а разделение всех последующих ступеней происходит поперечно. Пример такого подхода — отечественный носитель «Союз».

Компоновка «Спейс-Шаттла».
Первая ступень — боковые твердотопливные ускорители.
Вторая ступень — орбитальный корабль с отделяемым внешним топливным баком. При старте запускаются двигатели обеих ступеней.

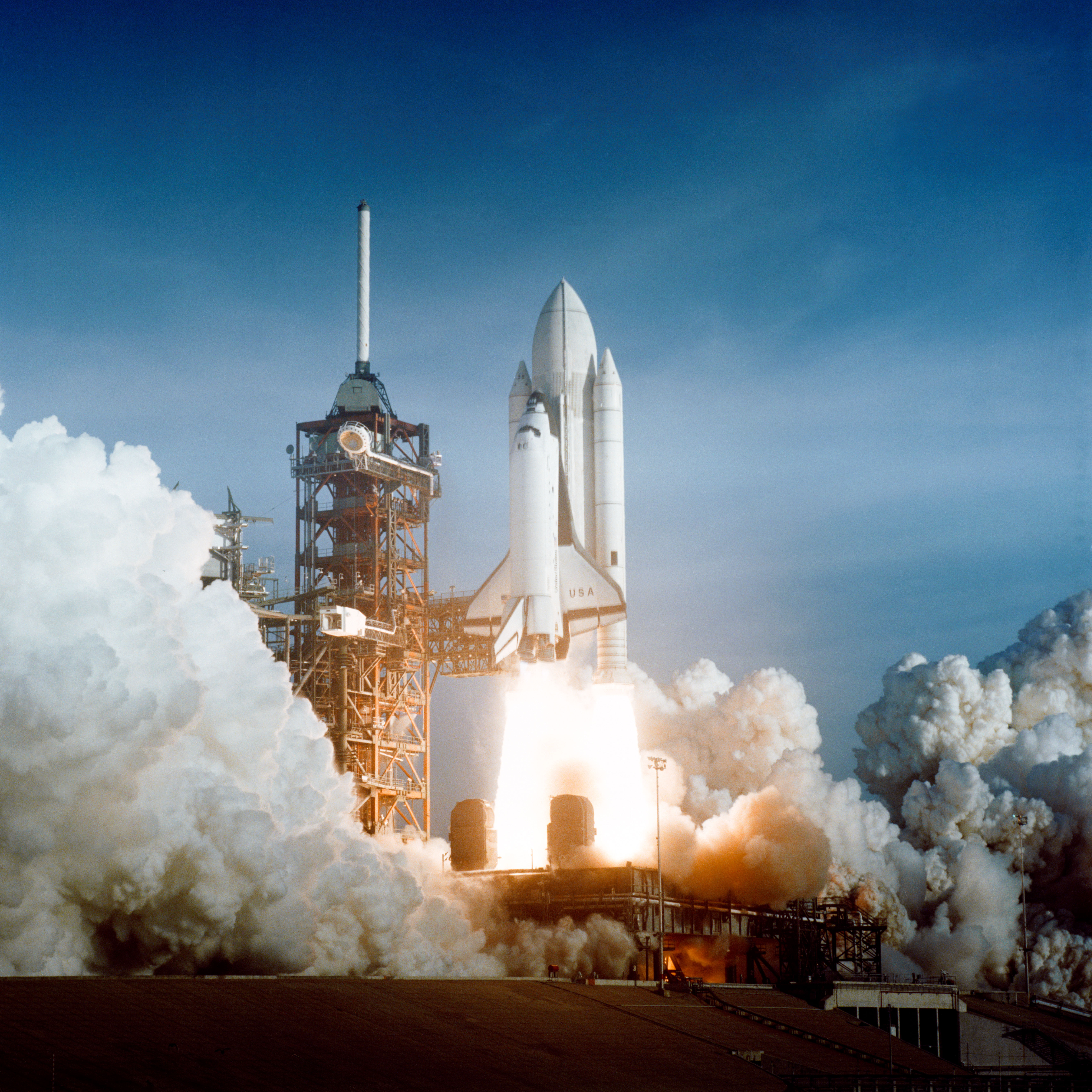
Старт «Спейс-Шаттла».

Уникальную схему двухступенчатой ракеты с продольным разделением имеет космический корабль «Спейс-Шаттл», первая ступень которого состоит из двух боковых твердотопливных ускорителей, главные двигатели второй ступени установлены на орбитере (собственно многоразовый космический корабль), а топливо второй ступени содержится во внешнем баке. После исчерпания топлива во внешнем баке, он отделяется и сгорает в атмосфере, главные двигатели отключаются, а вывод корабля на орбиту завершает с помощью маневровой двигательной установки орбитера. Такая схема позволяет повторно использовать дорогостоящие главные двигатели.
При поперечном разделении ступени соединяются между собой специальными секциями — переходниками — несущими конструкциями цилиндрической или конической формы (в зависимости от соотношения диаметров ступеней), каждый из которых должен выдерживать суммарный вес всех последующих ступеней, помноженный на максимальное значение перегрузки, испытываемой ракетой на всех участках полёта, на которых данный переходник входит в состав ракеты. 

При продольном разделении на корпусе второй ступени создаются силовые бандажи (передний и задний), к которым крепятся блоки первой ступени.
Элементы, соединяющие части составной ракеты, сообщают ей жёсткость цельного корпуса, а при разделении ступеней должны практически мгновенно освобождать верхнюю ступень. Обычно соединение ступеней выполняется с помощью пироболтов. Пироболт — это крепёжный болт, в стержне которого рядом с головкой создается полость, заполняемая бризантным взрывчатым веществом с электродетонатором. При подаче импульса тока на электродетонатор происходит взрыв, разрушающий стержень болта, в результате чего его головка отрывается. Количество взрывчатки в пироболте тщательно дозируется, чтобы, с одной стороны, гарантировать отрыв головки, а, с другой — не повредить ракету. При разделении ступеней на электродетонаторы всех пироболтов, соединяющих разделяемые части, одновременно подаётся импульс тока, и соединение освобождается. Альтернативно пироболтам, используются пневматические механизмы разделения. Такой тип механизма позволяет обеспечить его дистанционное испытание и контроль, повышая надёжность разделения ступеней.
Далее ступени должны быть разведены на безопасное расстояние друг от друга, так как запуск двигателя высшей ступени вблизи низшей может вызвать прогар её топливной ёмкости и взрыв остатков топлива, который повредит верхнюю ступень, или дестабилизирует её полет. При разделении ступеней в атмосфере для их разведения может быть использована аэродинамическая сила встречного потока воздуха, а при разделении в пустоте иногда используются вспомогательные небольшие твердотопливные ракетные двигатели.
На жидкостных ракетах эти же двигатели служат и для того, чтобы «осадить» топливо в баках верхней ступени: при выключении двигателя низшей ступени ракета летит по инерции, в состоянии свободного падения, при этом жидкое топливо в баках находится во взвешенном состоянии, что может привести к сбою при запуске двигателя. Вспомогательные двигатели сообщают ступени небольшое ускорение, под действием которого топливо «оседает» на днища баков.
На приведённом выше снимке ракеты «Сатурн-5», на корпусе третьей ступени (крайняя слева, в кадре представлена частично) виден чёрный корпус одного из вспомогательных твердотопливных двигателей разведения 3-й и 2-й ступеней.
Увеличение числа ступеней даёт положительный эффект только до определённого предела. Чем больше ступеней — тем больше суммарная масса переходников, а также двигателей, работающих лишь на одном участке полёта, и, в какой-то момент, дальнейшее увеличение числа ступеней становится контрпродуктивным. В современной практике ракетостроения более четырёх ступеней, как правило, не делается.
При выборе числа ступеней важное значение имеют также вопросы надёжности. Пироболты и вспомогательные РДТТ — элементы одноразового действия, проверить функционирование которых до старта ракеты невозможно. Между тем, отказ только одного пироболта может привести к аварийному завершению полёта ракеты. Увеличение числа одноразовых элементов, не подлежащих проверке функционирования, снижает надёжность всей ракеты в целом. Это также заставляет конструкторов воздерживаться от слишком большого количества ступеней.

## Комментарии
1. ↑  Можно отметить, что в ракетных системах «Юнона I» и «Юнона II», применявшихся в 50-х годах XX века для запуска первых искусственных спутников по космической программе США, в качестве 2-й и 3-й ступеней использовались пакеты, соответственно, из 11 и из 3 твердотопливных ракет «Сержант». Но такую компоновку следует рассматривать как с поперечным разделением, поскольку совмещения работы ступеней по времени здесь нет.